# Eothyris
Eothyris é um sinapsídeo insetívoro do Permiano Inferior da América do Norte. Há uma única espécie do gênero Eothyris parkeyi. É conhecido por um único crânio de 62 milímetros de comprimento, encontrado na formação das planícies de Belle no Texas. É caracterizado por dois grandes dentes caniniformes em cada maxila.